# Breakfast in America
Breakfast in America (deutsch: Frühstück in Amerika) ist das sechste Studioalbum der britischen Pop-/Rockband Supertramp und der Name eines Liedes dieses im März 1979 veröffentlichten Albums. Wie beim Vorgängeralbum Even in the Quietest Moments …, das 1977 erschien, agierte die Gruppe bei der Aufnahme des Albums in ihrem klassischen Lineup – zum vierten Mal in der Bandkarriere. Es entwickelte sich zu einem Megaseller.
In den USA erhielt das Album im Jahr 1980 zwei Grammy Awards: je einen für Abmischung und Albumcover.

## Geschichte

### Beschreibung

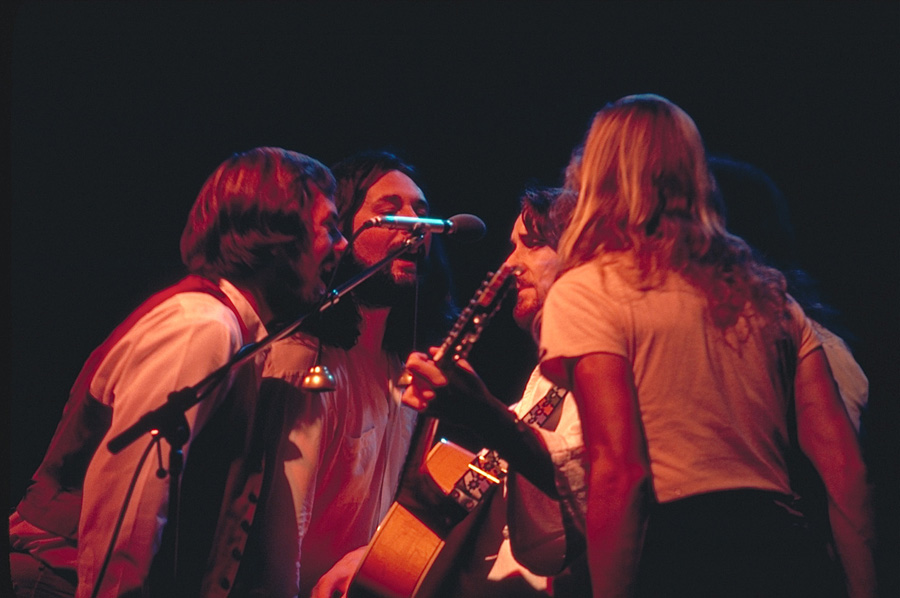
Supertramp während der „Breakfast In Europe“-Tour, Olympiahalle München, München (1980)

Für die Aufnahme zur LP „Breakfast in America“ kamen Supertramp (zum vierten Mal) in ihrer Erfolgs-Besetzung zusammen: Rick Davies (Keyboards, Gesang), John Helliwell (Blasinstrumente, Gesang), Roger Hodgson (Gitarren, Keyboards, Gesang), Bob Siebenberg (Schlagzeug) und Dougie Thomson (Bassgitarre). Die Band war also weiterhin als Quintett aktiv. Gary Mielke (Programming) und Richard John „Slyde“ Hyde (Posaune, Tuba) unterstützten sie.
Die Band Supertramp nahm das Album Breakfast in America − wie sein Vorgängeralbum − 1978 in den USA auf, diesmal unter anderem im berühmten Studio The Village (auch Village Recorder genannt) in Los Angeles. Produziert wurde es von Supertramp und Peter Henderson. Alle Songs wurden von Hodgson und Davies geschrieben, die ihre Werke jeweils selbst sangen.
Mit diesem Album beging die Band einen musikalischen Wechsel. Nach den progressiven Alben der Anfangsjahre schlagen Supertramp mit dieser Platte einen kommerzielleren Weg ein, der der Gruppe erstmals auch vordere Platzierungen in den internationalen Singlecharts beschert. Größter Singleerfolg war die erste Auskoppelung The Logical Song. Weitere international bekannte Hits waren Goodbye Stranger, Take the Long Way Home und der Titelsong Breakfast in America. Bis in die 1990er-Jahre verkaufte sich das Album über 18 Millionen Mal und zählt damit zu den erfolgreichsten Alben der Musikgeschichte.
Mit einigen Songs des Albums Breakfast in America und Supertramp-Klassikern im Gepäck ging die Band im Jahr 1979 auf die Tournee Breakfast in America, aus der im Folgejahr das Live-Album Paris hervorging.

### Albumcover
Das Albumcover entstand nach Konzept von Mike Doud und Gestaltung von Mick Haggerty.
Die Vorderseite zeigt einen ironisch stilisierten Blick durch ein Flugzeugfenster auf Manhattan in New York City. Die als Kellnerin gekleidete Schauspielerin Kate Murtagh verkörpert die Freiheitsstatue, ein Glas Orangensaft auf den Fingern ihrer rechten Hand stellt deren Fackel dar. Im linken Arm hält sie die Speisekarte, die den Titel des Albums trägt. Sie steht vor der dargestellten Skyline von Manhattan mit den Zwillingstürmen des (damaligen) World Trade Centers. Die weiteren Wolkenkratzer der Südspitze von Manhattan sind durch Kaffeekannen, Tassen, Salz- und Pfefferstreuer und Eierkartons dargestellt, und die Pieranlagen bilden Messer, Gabeln und Löffel. Auf einem an der Südspitze liegenden Teller ist ein Frühstück serviert – ein typisches American Breakfast unter anderem mit Toast-Sandwich und Spiegelei. Um die Darstellung rankt sich eine Verschwörungstheorie, die besagt, dass die Terroranschläge vom 11. September 2001 eine Verschwörung der Freimaurer waren, die auf dem Cover bereits 1979 angedeutet wurde. Hierbei bezieht man sich u. a. auf den Saft, der vor den Zwillingstürmen steht und zufällig die gleiche Farbe hat wie Feuer. Hinzu kommt, dass, wenn man die Platte vor einen Spiegel hält, das „u“ und „p“ in „Supertramp“ wie eine „9“ und eine „11“ aussehen. Der Name der Band könne außerdem als Synonym für „große Hure“ gesehen werden, in etwa wie die große Hure von Babylon, die Verkörperung der Sünde im Buch der Offenbarung des Neuen Testaments.
Die Rückseite zeigt ein Foto der Band beim American Breakfast im ehemaligen Bert's Mad House (oder Bert's Madhouse), das sich in Los Angeles an der North La Brea Avenue (an Kreuzung mit Waring Avenue) befand; das Gebäude des Diners wurde zwecks Parkplatzanlage abgerissen. Die fünf Bandmitglieder sitzen am für ein Frühstück gedeckten Tresen: auf Tellern befinden sich beispielsweise Toast und Spiegelei, außerdem gibt es Corn Flakes, und Murtagh serviert Kaffee. Die Musiker lesen Zeitungen aus ihrem Herkunftsort oder zumindest aus dessen Nähe – zum Beispiel steht die Oxford Mail (Schwesterpublikation von The Oxford Times) für Hodgsons Ort Portsmouth, die Manchester Evening News (Schwesterpublikation von The Guardian) für Helliwells Ort Todmorden und der Glasgow Herald für Thomsons Ort Glasgow.

## Titelliste
Das Album Breakfast in America (Original: LP „A&M AMLK 64747“) enthält 10 Lieder. Die angegebenen Längen beziehen sich auf eine CD-Version („MFSL − UDCD 534“) des Albums, das 46:03 Minuten lang ist. Auf der ursprünglichen Schallplatte (LP) befinden sich die Songs 1 bis 5 auf der A-Seite und 6 bis 10 auf der B-Seite.
1. Gone Hollywood – 5:22 – (Davies)
2. The Logical Song – 4:10 – (Hodgson)
3. Goodbye Stranger – 5:51 – (Davies)
4. Breakfast in America – 2:39 – (Hodgson)
5. Oh Darling – 3:51 – (Davies)
6. Take the Long Way Home – 5:10 – (Hodgson)
7. Lord Is It Mine – 4:09 – (Hodgson)
8. Just Another Nervous Wreck – 4:26 – (Davies)
9. Casual Conversations – 2:59 – (Davies)
10. Child of Vision – 7:26 – (Hodgson); Hauptstimme: Hodgson; Teile: Davies

## Besetzung
Die Band
- Rick Davies – Keyboards, Gesang
- John Helliwell – Blasinstrumente, Gesang
- Roger Hodgson – Gitarren, Keyboards, Gesang
- Bob Siebenberg (als Bob C. Benberg) – Schlagzeug
- Dougie Thomson – Bassgitarre

Weitere Musiker
- Gary Mielke – Oberheim-Programming
- Richard John „Slyde“ Hyde – Posaune, Tuba

## Aufnahme
Das Album Breakfast in America wurde 1978 in den USA in diesen Tonstudios aufgenommen und gemischt: Proben im Southcombe Studios (Burbank, Kalifornien), Aufnahme in The Village (auch Village Recorder genannt), Studio B (Los Angeles, Kalifornien) und Abmischung bei Crystal Sound Studio B (auch Los Angeles).

## Produktion
- Produzenten: Supertramp, Peter Henderson
- Toningenieur: Peter Henderson (von „Air London“)
- Toningenieur-Assistenten: Lenise Bent, Jeff Harris
- Konzert-Klang-Toningenieur: Russel Pope
- Abmischung: Geoff Emerick
- Oberheim-Programming: Gary Mielke
- Künstlerische Leitung und Cover-Konzept: Mike Doud
- Cover-Gestaltung: Mick Haggerty
- Cover-Photographien: Aaron Rapoport
- Rück-Cover-Photographie: Mark Hanauer

## CD-Neuveröffentlichungen

### MFSL
In den USA erschien das Album vom Label „Mobile Fidelity Sound Lab“ (MFSL) im Juni 1990 als Gold-CD „UDCD 534“ (Ultradisc II) und am 17. Mai 2018 als SACD „UDSACD 2189“ (Ultradisc UHR™ GAIN HD).

### A&M

#### Remaster (2002)
Am 11. Juni 2002 erschien vom Label „A&M Records“ eine überarbeitete Neuauflage des Albums Breakfast in America („A&M Records 493 349-2“), deren Aufnahme von den originalen Bändern stammt. Das Büchlein ist angelehnt an die Album-Gestaltung (mit Liedtexten) der Original-CD.
Aufnahme und Produktion
- Remastering – Sterling Sound (Manhattan, New York City, New York, USA) – Greg Calbi und Jay Messina
- Remastering-Aufsicht – Bill Levenson
- Künstlerische Leitung – Vartan
- Cover-Gestaltung – Mike Diehl
- Produktions-Koordination – Beth Stempel

#### Deluxe Edition (2010)
Am 4. Oktober 2010 erschien eine überarbeitete Neuauflage des Albums in einer Deluxe Edition („Universal 060075330438“). Das Remastering geschah wie bei der 2002er Auflage durch Greg Calbi, auch bei Sterling Sound. Neben dem normalen Album liegt dieser Ausgabe eine Bonus-Live-CD bei, die Aufnahmen der 1979er Welttournee enthält, unter anderem auch Songs der Paris-Konzerte, die nicht für das Live-Album Paris verwendet wurden.
Inhalt der Bonus-Live-CD
1. The Logical Song – (Pavillon de Paris) – 4:06
2. Goodbye Stranger – (Pavillon de Paris) – 6:11
3. Breakfast in America – (Wembley) – 3:05
4. Oh Darling – (Miami) – 4:21
5. Take the Long Way Home – (Wembley) – 4:48
6. Another Man’s Woman – (Pavillon de Paris) – 7:32
7. Even in the Quietest Moments – (Pavillon de Paris) – 5:36
8. Rudy – (Wembley) – 7:29
9. Downstream – (Pavillon de Paris) – 3:28
10. Give a Little Bit – (Pavillon de Paris) – 4:03
11. From Now On – (Wembley) – 6:53
12. Child of Vision – (Pavillon de Paris) – 7:32

#### Super Deluxe Edition (2010)
Am 6. Dezember 2010 erschien eine weitere überarbeitete Neuauflage des Albums als Super Deluxe Edition („A&M 060075331183“), der neben der Bonus-Live-CD der Deluxe Edition jeweils eine LP-Version und eine Bonus-DVD (s. n.) beiliegt. Außerdem liegt ein 60-seitiges Album-Buch mit Fotografien und exklusiven Interviews sowie Merchandise-Artikel (u. a. jeweils ein Poster, Patch und Replik des 1979 Europa-Tour-Programms) bei.
Inhalt der Bonus-DVD
1. Dokumentation Making of Breakfast in America (The Old Grey Whistle Test; BBC-TV-Special, England, March 1979)
2. Videos von The Logical Song, Breakfast in America, Goodbye Stranger (W5-Special, CTV, Kanada, September 1979)
3. Supertramp-Karriere-Dokumentation (Les Enfants du rock; Antenne-2-TV-Special, Frankreich, 1983)

#### SHM-SACD (2013/2016)
In Japan erschien das Album am 27. November 2013 als SHM-SACD („UIGY-9536“) und am 22. August 2016 eine derartige Neuauflage („UIGY-9536“); beide enthalten alle Lieder der 1979er Original-Version.

## Coverversionen und Filmmusik
Von The Logical Song entstand, neben der Power-Metal-Version von At Vance (2000), eine Technoversion von Scooter, die 2002 den ersten Platz der Singlecharts in Australien und Norwegen erreichte. Der US-amerikanische Filmemacher Paul Thomas Anderson benutzte das Original als Soundtrack für den Film Magnolia, in dem außerdem Goodbye Stranger zu hören ist. 2007 coverte die Band Gym Class Heroes das Stück Breakfast In America unter dem Titel Cupid’s Chokehold. 1979 wurde eine Version des Liedes Lord is it mine im Film Roller Boogie mit Linda Blair verwendet. In der 1984 von Richard Lester inszenierten Screwball-Komödie Der Chaos-Express (Finders Keepers) mit Jim Carrey untermalt Supertramps Take the Long Way Home einen Haustransport über einen Highway. Im deutschen Film Schule aus dem Jahr 2000 wird Take the Long Way Home im Abspann verwendet.

## Kommerzieller Erfolg

### Chartplatzierungen
| ChartsChartplatzierungen       | Höchstplatzierung | Wochen |
| ------------------------------ | ----------------- | ------ |
| Deutschland (GfK)              | 1 (87 Wo.)        | 87     |
| Österreich (Ö3)                | 1 (54 Wo.)        | 54     |
| Schweiz (IFPI)                 | 85 (2 Wo.)        | 2      |
| Vereinigte Staaten (Billboard) | 1 (88 Wo.)        | 88     |
| Vereinigtes Königreich (OCC)   | 3 (53 Wo.)        | 53     |

| ChartsJahrescharts (1979) | Platzierung |
| ------------------------- | ----------- |
| Deutschland (GfK)         | 4           |
| Österreich (Ö3)           | 2           |

| ChartsJahrescharts (1980) | Platzierung |
| ------------------------- | ----------- |
| Deutschland (GfK)         | 10          |
| Österreich (Ö3)           | 12          |

### Auszeichnungen für Musikverkäufe
Breakfast in America verkaufte sich mehr als 20 Millionen Mal und zählt damit zu den weltweit meistverkauften Musikalben. Davon sind 7,6 Millionen Verkäufe durch Schallplattenauszeichnungen belegt.
| Land/Region                  | Auszeichnungen für Musikverkäufe (Land/Region, Auszeichnung, Verkäufe) | Verkäufe  |
| ---------------------------- | ---------------------------------------------------------------------- | --------- |
| Australien (ARIA)            | Gold                                                                   | 20.000    |
| Belgien (BRMA)               | Gold                                                                   | 25.000    |
| Dänemark (IFPI)              | Gold                                                                   | 10.000    |
| Deutschland (BVMI)           | Platin                                                                 | 500.000   |
| Frankreich (SNEP)            | Platin                                                                 | 3.200.000 |
| Griechenland (IFPI)          | Gold                                                                   | 50.000    |
| Israel (IFPI)                | Gold                                                                   | 20.000    |
| Italien (FIMI)               | Platin                                                                 | 50.000    |
| Kanada (MC)                  | Diamant                                                                | 1.000.000 |
| Neuseeland (RMNZ)            | 5× Platin                                                              | 100.000   |
| Niederlande (NVPI)           | 2× Platin                                                              | 200.000   |
| Norwegen (IFPI)              | Gold                                                                   | 25.000    |
| Portugal (AFP)               | 2× Gold                                                                | 50.000    |
| Schweiz (IFPI)               | 3× Platin (1981) · + Gold (1991)                                       | 175.000   |
| Spanien (Promusicae)         | 2× Gold                                                                | 100.000   |
| Vereinigte Staaten (RIAA)    | 4× Platin                                                              | 4.000.000 |
| Vereinigtes Königreich (BPI) | Platin                                                                 | 300.000   |
| Insgesamt                    | 11× Gold · 18× Platin · 1× Diamant ·                                   | 9.825.000 |

Hauptartikel: Supertramp/Auszeichnungen für Musikverkäufe